# 漢斯·馬丁·施萊爾體育館
漢斯·馬丁·施萊爾體育館（Hanns-Martin-Schleyer-Halle）是一座位於德國斯圖加特的室內體育館，可容納15000人。它興建於1983年，以漢斯·馬丁·施萊爾為名，他為前德國親衛隊軍官和僱主代表，後來被恐怖組織紅軍派綁架並殺害。它還擁有一條265公尺（869英尺）的木質軌道。

## 體育賽事
1985年歐洲籃球錦標賽決賽於此舉行。它被當成自由車館舉行1991年和2003年世界場地自由車錦標賽。1989年世界競技體操錦標賽、2007年世界競技體操錦標賽和2019年世界競技體操錦標賽也都也此舉行。

## 外部連結
- 官方网站 （德文）
- 漢斯·馬丁·施萊爾體育館 information at FixedGearFever.com

| 前任： Scandinavium 哥特堡    | 台維斯盃 決賽場館 1989         | 繼任： 日岸巨蛋 聖彼德斯堡       |
| 前任： 前橋綠色巨蛋 前橋市    | 世界場地自由車錦標賽 場館 1991 | 繼任： 路易斯普格體育館 瓦倫西亞 |
| 前任： Siemens Arena Ballerup | 世界場地自由車錦標賽 場館 2003 | 繼任： 墨爾本綜合體育館 墨爾本   |